# Si Vull Xiular, Xiulo (pel·lícula)
Si Vull Xiular, Xiulo (en romanès: Eu când vreau să fluier, fluier) és una pel·lícula romanesa dirigida per Florin Șerban.

## Trama
El jove romanès Silviu (George Piștereanu) compleix una pena de quatre anys de presó. Uns dies abans de ser alliberat, el seu germà petit el visita i li diu que ha tornat la seva mare, que ha trobat feina a Itàlia i hi portarà el germà petit. Tot i que diu que va a l'autobús en Silviu va cap a la tanca i veu que la seva mare el va portar amb el seu cotxe. Com que no es permet als presoners estar a prop de la tanca, un guàrdia ve a emportar-se-la, però en Silviu s'hi oposa. El director de la presó és indulgent i no presenta cap acusació, de manera que no s’allarga la seva estada a la presó.
Amb un telèfon mòbil que té un altre pres, telefona a la seva mare i l'insta a visitar-lo. Ella ho fa i li diu que també pot venir a Itàlia després del seu alliberament. L’odia per haver abandonat els seus fills en el passat, cada vegada que trobava un nou amant, i la culpa de prostituta i diu que no vol anar a Itàlia.
Coneix l'Ana (Ada Condeescu), una jove treballadora social i estudiant de psicologia que li demana que ompli un qüestionari. Per una banda li agrada, però per l’altra l'amenaça amb matar-la amb un tros de vidre trencat i exigeix que vingui la seva mare. Quan arriba la seva mare l'amenaça amb matar no només la jove, sinó també a ell mateix, i li fa jurar que no s'emportarà el germà a Itàlia.
Posteriorment, amenaçant de nou contra els guàrdies i la policia de matar-la, força la sortida de la presó amb ella, per prendre un cafè junts en una cafeteria. Després, surt sol i es rendeix.

## Repartiment
- George Piștereanu com a Silviu
- Ada Condeescu com Ana
- Mihai Constantin com a director penitenciari
- Clara Vodă com a mare

## Premis
La pel·lícula va ser nominada a l'Os d'Or al 60è Festival Internacional de Cinema de Berlín i va guanyar el Gran Premi del Jurat de la Berlinale i el Premi Alfred Bauer. També va ser seleccionada com a entrada romanesa per a la millor pel·lícula en llengua estrangera al certamen 83è Premis de l'Acadèmia, però no va arribar a la llista final.